# Euploea tripunctata
Euploea tripunctata är en fjärilsart som beskrevs av James John Joicey och Alfred Noakes 1915. Euploea tripunctata ingår i släktet Euploea och familjen praktfjärilar. IUCN kategoriserar arten globalt som starkt hotad. Inga underarter finns listade i Catalogue of Life.